# Stadiumi Shkumbini
Stadiumi Shkumbini – stadion piłkarski w Peqinie w Albanii. Na obiekcie rozgrywa swoje mecze klub KS Shkumbini. Stadion może pomieścić 4000 osób.